# Hydrocanthus mocquerysi
Hydrocanthus mocquerysi is een keversoort uit de familie diksprietwaterkevers (Noteridae). De wetenschappelijke naam van de soort werd in 1895 gepubliceerd door Maurice Auguste Régimbart.